# Lista de prefeitos de Francisco Beltrão
Esta é a lista de prefeitos e vice-prefeitos do município de Francisco Beltrão, estado brasileiro do Paraná.
| Nº | Nome                      | Partido | Vice-prefeito                       | Início do mandato       | Fim do mandato         | Observações                                                             |
| -- | ------------------------- | ------- | ----------------------------------- | ----------------------- | ---------------------- | ----------------------------------------------------------------------- |
| 1  | Riceiri Cella             | PTB     | José Feliciano Horta de Araújo      | 14 de dezembro de 1952  | 31 de janeiro de 1953  | Primeiro prefeito eleito                                                |
| 2  | Rubens da Silva Martins   | PSD     | Afonso Claúdio de Freitas Roza      | 1º de fevereiro de 1953 | 31 de dezembro de 1956 | Segundo colocado nas eleições, assumindo por ordem da Justiça Eleitoral |
| 3  | Ângelo Camilotti          | PSD     | Antônio Ferreira Coelho             | 1º de janeiro de 1957   | 31 de dezembro de 1959 | Prefeito eleito como candidato único                                    |
| 4  | Walter Alberto Pecóits    | PTB     | Luiz Manoel Mendes Velloso          | 1º de janeiro de 1960   | 31 de dezembro de 1963 | Prefeito eleito                                                         |
| 5  | Euclides Girolamo Scalco  | PTB     | Antônio de Paiva Cantelmo           | 1º de janeiro de 1964   | 31 de dezembro de 1964 | Prefeito eleito                                                         |
| 6  | Antônio de Paiva Cantelmo | PTB     | Getúlio Augusto de Carvalho Serrano | 1º de janeiro de 1965   | 31 de dezembro de 1968 | Prefeito eleito                                                         |
| 7  | Deni Lineu Schwartz       | ARENA   | Carlos Francisco Gonçalves          | 1º de janeiro de 1969   | 31 de dezembro de 1972 | Prefeito eleito como candidato único                                    |
| 8  | Antônio de Paiva Cantelmo | MDB     | Gregório Magno Borges               | 1º de janeiro de 1973   | 31 de dezembro de 1976 | Prefeito eleito                                                         |
| 9  | João Batista de Arruda    | ARENA   | Francisco de Paula Mendes           | 1º de janeiro de 1977   | 31 de dezembro de 1982 | Prefeito eleito                                                         |
| 10 | Guiomar Jesus Lopes       | PMDB    | Manoel dos Santos Neves             | 1º de janeiro de 1983   | 31 de dezembro de 1988 | Prefeito eleito                                                         |
| 11 | Nelson Meurer             | PDS     | Henrique O’ Reilly de Souza         | 1º de janeiro de 1989   | 31 de dezembro de 1992 | Prefeito eleito                                                         |
| 12 | João Batista de Arruda    | PFL     | José Espíndola Batalha Ribeiro      | 1º de janeiro de 1993   | 31 de dezembro de 1996 | Prefeito eleito                                                         |
| 13 | Guiomar Jesus Lopes       | PMDB    | Cristiano Vieira Andrade            | 1º de janeiro de 1997   | 31 de dezembro de 2000 | Prefeito eleito                                                         |
| 14 | Vilmar Cordasso           | PPB     | Wilmar Reichembach (PSDB)           | 1º de janeiro de 2001   | 31 de dezembro de 2004 | Prefeito e vice eleitos em sufrágio universal                           |
| 14 | Vilmar Cordasso           | PP      | Wilmar Reichembach (PSDB)           | 1º de janeiro de 2005   | 31 de dezembro de 2008 | Prefeito e vice reeleitos em sufrágio universal                         |
| 15 | Wilmar Reichembach        | PSDB    | Antônio Carlos Bonetti (PP)         | 1º de janeiro de 2009   | 31 de dezembro de 2012 | Prefeito e vice eleitos em sufrágio universal                           |
| 16 | Antônio Cantelmo Neto     | PMDB    | Eduardo Augusto Scirea (PT)         | 1º de janeiro de 2013   | 31 de dezembro de 2016 | Prefeito e vice eleitos em sufrágio universal                           |
| 17 | Cleber Fontana            | PSDB    | Antonio Pedron (PSC/PSD)            | 1º de janeiro de 2017   | 31 de dezembro de 2020 | Prefeito e vice eleitos em sufrágio universal                           |
| 17 | Cleber Fontana            | PSDB    | Antonio Pedron (PSC/PSD)            | 1º de janeiro de 2021   | 1º de janeiro de 2025  | Prefeito e vice reeleitos em sufrágio universal                         |
| 18 | Antonio Pedron            | MDB     | Professora Lurdinha (PODE)          | 1º de janeiro de 2025   | atual                  | Prefeito e vice reeleitos em sufrágio universal                         |